# Bataille des forts de la rivière des Perles
Seconde guerre de l'opium
La bataille des forts de la rivière des Perles (aussi connue comme la bataille des Forts Barrière) a opposé les forces américaine et chinoise sur la rivière des Perles (Chine) en novembre 1856. Cette bataille s'inscrit dans le début de la seconde guerre de l'opium qui opposa principalement la France et le Royaume-Uni à l'empire de Chine de la Dynastie Qing. Au cours de la bataille, la marine américaine lança un assaut amphibie contre une série de quatre forts connus sous le noms de forts Barrière près de la ville de Canton (correspondant à la ville actuelle de Guangzhou). Cette bataille a été considérée comme critique pour les Britanniques, dont l'intérêt principal était la capture de Canton.

## Contexte
Au large de la côte chinoise, l'USS Portsmouth (en) et l'USS Levant reçoivent la nouvelle du début de la seconde guerre de l'opium. Les deux sloop-of-war sont alors chargés de protéger les vies américaines en débarquant un détachement composé de 150 marins et fusiliers marins à Canton.
Après un débarquement paisible, les Américains occupent la vieille ville de Canton.
L'USS San Jacinto, commandé par le Commodore James Armstrong et le Capitaine Henry H. Bell, apprend la nouvelle de l'occupation de la ville lors de son arrivée dans le port de Canton et débarque sur la rive une partie de son propre détachement.
Le 15 novembre 1856, après une brève occupation sans escarmouches, les forces se retirent de la ville. Durant le retrait, alors que le Commandant Andrew H. Foote de l'USS Portsmouth rame vers son navire à bord d'une petite embarcation, il essuie des tirs de la garnison chinoise installée dans les forts de la rivière des Perles[réf. nécessaire]. Le retrait des troupes se poursuivit néanmoins.
Le lendemain, le corps expéditionnaire américain met au point un plan d'attaque contre les citadelles de Canton en représailles de l'attaque contre le Commandant Foote.

## Bataille

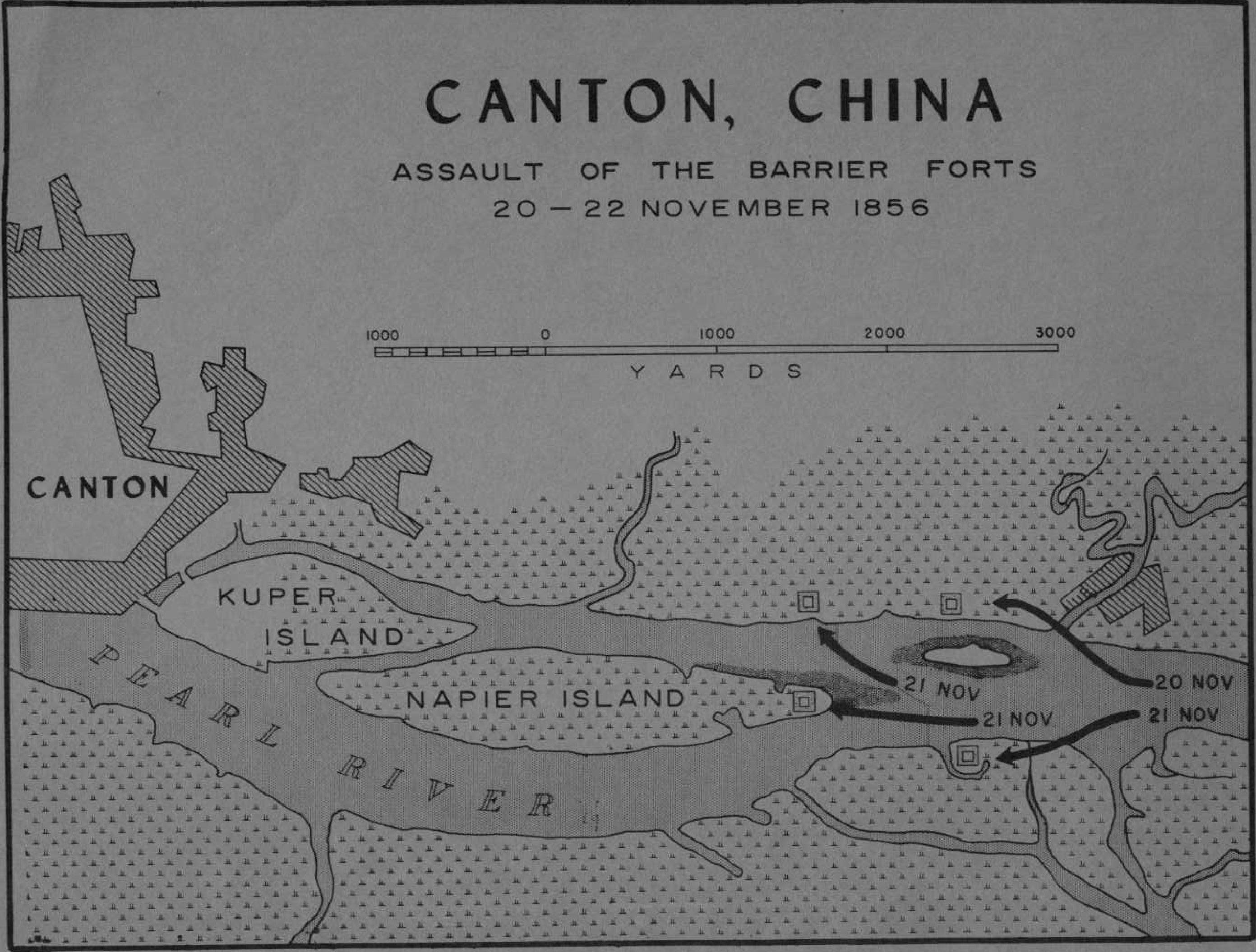
Carte de l'assaut de la barrière des Forts, 20-22 novembre

La force américaine désormais constituée d'une frégate à vapeur et de deux sloop-of-war, sous le commandement de James Armstrong chemine jusqu'à la rivière des Perles et lance une attaque sur les forts côtiers de Canton. L'USS Portsmouth se rabat sur la plus proche des quatre citadelles et tira la première salve le 16 novembre 1856.
Son bombardement continue pendant deux heures jusqu'à ce que les batteries chinoises soient réduites au silence. Après ce premier engagement, les autorités chinoises et américaines décidèrent d'essayer de régler le problème par la diplomatie. Cette tentative se solde par un échec et le 20 novembre, le Commodore Armstrong ordonne à ses navires de faire à nouveau feu sur deux autres des forts chinois.
Ce bombardement dure jusqu'à ce que les batteries chinoises soient suffisamment affaiblies. Le 20 novembre, ayant reçu 22 boulets de canon dans ses voiles, son gréement et sa coque, un départ de feu survient sur le USS Levant, commandé par William N. Smith. Sous le couvert de l'incendie de leur navire, une troupe de 287 hommes commandés par Foote débarqua sans rencontrer de résistance. Fer de lance de cette force, environ 50 fusiliers marins sous le commandement du Capitaine John D. Simms et un petit détachement de marins,. Ils capturent rapidement le premier fort et ses 53 pièces d'artillerie qu'ils utilisèrent pour attaquer et capturer le deuxième fort le 21 novembre.
Lors de la prise de la deuxième position, les Chinois lancent plusieurs attaques avec quelque 3 000 soldats de l'Armée Qing. Dans les jours qui suivirent, d'intenses combats ont lieu, jusqu'au 24 novembre où la force américaine, parvient à repousser l'attaque de l'armée chinoise, tuant et blessant des dizaines d'assaillants, capturant deux forts de plus et récupérant 176 canons ennemis.
Les pertes inégales s'élèvent à 250 à 500 tués ou blessés dans les rangs chinois et 7 tués et 22 blessés dans les forces terrestres américaines. L'USS Levant subit un mort et six blessés dans ses échanges de tirs avec les forts de la rivière des Perles. Le Portsmouth fut frappé 18 fois et le Levant 22 fois, mais aucun n'est sérieusement endommagé.

## Suite
Après l'attaque de James Armstrong contre les fortifications chinoises, les efforts diplomatiques reprennent et les Américains et les Chinois signent un accord pour la neutralité américaine dans la seconde guerre de l'opium. Cette signature met fin à la participation des États-Unis dans le conflit jusqu'en 1859, où Commodore Josias Tattnall à bord du vapeur Towey Wan prit part à la deuxième bataille des forts de Taku, qui s'avéra être un échec.
En 1857, les Britanniques et les Français utilisent la rivière des Perles pour attaquer Canton depuis l'eau, cet événement mena à la seconde bataille de Canton. L'ouverture de l'Asie par l'Amérique continua dans les années 1860 avec des conflits, tels que la bataille du détroit de Shimonoseki (et les bombardements qui s'ensuivirent), ainsi que d'une expédition en Corée dans les années 1870.